# Novofedorivka
Novofedorivka (în ucraineană Новофедорівка) este o așezare de tip urban din raionul Sakî, Republica Autonomă Crimeea, Ucraina. În afara localității principale, mai cuprinde și satul Fedorivka.

## Demografie
Componența lingvistică a așezării de tip urban Novofedorivka
     Rusă (85,13%)
     Ucraineană (13,84%)
     Alte limbi (0,59%)
Conform recensământului din 2001, majoritatea populației așezării de tip urban Novofedorivka era vorbitoare de rusă (85,13%), existând în minoritate și vorbitori de ucraineană (13,84%).